# Eyelight Productions
Eyelight Productions er et prisbelønnet produktionsselskab med hovedkvarter i København, stiftet i 1999 af Kasper Vejlø Kristensen.
I sommeren 2003 modtog Eyelight Productions en amerikansk guldplade. Guldpladen blev givet som belønning for produktionen af rockbandet Dream Theaters koncert-dvd Metropolis 2000: Live Scenes From New York.
I 2005 producerede selskabet kortfilmen Jackpot, en action-komedie på 7½ minut med bl.a. David Owe, Adam Brix Schächter, Deni Jordan og Baard Owe.
Selskabet har endvidere specialiseret sig i at filme bryllupsvideoer.